# Cría ensacada
La enfermedad tailandesa del virus de la cría en saco o ensacada producida por Morator aetatulas, cuyas siglas en inglés son TSBV, fue descrita por Bailey en 1963 y descubierta en Tailandia en 1976. 
El primer brote de esta enfermedad vírica fue devastador en poblaciones de la abeja melífera oriental Apis cerana en Nepal. Hay autores que opinan que fue encontrada primero en el este de Nepal entre 1978 y 1981. En cuatro años la enfermedad se diseminó por todo el país. Estimaciones hechas en el momento dicen que más del 80 % de las colonias de Apis cerana se perdieron. No afectaron a las poblaciones de otras tres especies nativas de la abeja. Sin embargo, Apis mellifera inoculadas con el virus TSBV murieron (Underwood y Khatri 1985). A partir de este virulento ataque la enfermedad ha fluctuado. La entrada a Nepal de la Loque europea ha causado mayores inconvenientes en virtud que si afectó a Apis dorsata y Apis laboriosa. Hoy el virus tiene distribución mundial, atacando a la Apis mellifera.
Es un virus con Ácido ribonucleico (ARN) esférico, cuyo tamaño es de 30 nm. El virus afecta el estadio larval o cría en desarrollo, y la sintomatología visible aparece cuando las larvas están operculadas, resultando difícil la identificación del proceso patológico. Las larvas enfermas no terminan su desarrollo; mueren quedando adheridas a las paredes y presentando el cuerpo extendido.

## Sintomatología
Las larvas varían de color a medida que progresa la enfermedad, debido a que el virus ataca varios tejidos diferentes; comienzan tomando un color amarillo pálido, finalizando su vida de un color marrón oscuro y cuando mueren parecen estar envueltas en una especie de bolsa llena de líquido (la bolsa es la cutícula de la última muda, que no ha llegado a desprenderse). Si la enfermedad se encuentra en los últimos estadios de su desarrollo, se pueden extraer las larvas dentro de su bolsa sin que esta se rompa y sin que se vierta el líquido que contiene (con una pinza); finalmente las larvas se deshidratan y los restos adquieren el aspecto de una escama con forma de góndola.
En la cría en desarrollo el virus se multiplica en el interior de las glándulas dermales que recubren el cuerpo del insecto; dichas glándulas son las encargadas de segregar enzimas que desprenden la cutícula durante el proceso de muda. El virus inhibe la secreción de los enzimas, por lo que la larva no puede desprenderse de su cutícula.
El virus se multiplica en las glándulas hipofaríngeas de las obreras adultas (ej. nodrizas) sin que los animales manifiesten ninguna sintomatología. Esta es una enfermedad estacional; su mayor incidencia se suele producir en primavera y normalmente desaparece cuando llega el verano; su incidencia es normalmente baja y no suele causar problemas serios, pero en algunos colmenares afectados por varroa se han producido brotes virulentos.
El contagio dentro de la colmena se produce cuando las nodrizas retiran las larvas afectadas. Parece ser que la falta de virulencia de este virus se debe al cambio de comportamiento de las abejas nodrizas que se encuentran afectadas. Estas obreras, cuando son atacadas por el virus, cambian de actividad y dejan de alimentar a la cría en desarrollo. Solamente cuando debido a otra causa se altera el reparto del trabajo entre las obreras y los insectos afectados se ven obligados a alimentar a la cría en desarrollo, es cuando se desencadena un brote virulento.
Los principales síntomas de esta enfermedad de la cría observados son: 
- retardo en la entrada de la colmena
- larvas muertas parecidas a granos de arroz cocidos que son retiradas de la colmena
- la conducta es más defensiva (debido a las pocas abejas jóvenes que sobreviven)
- olores amargos o putrefactos debido a las larvas muertas
- abejas inactivas que se aferran unas a otras dentro de colmenas

La introducción de la enfermedad es atribuida a diversos factores, pero puede haber recrudecido la epidemia, por mala praxis de los apicultores.